# Březina (dříve okres Blansko)
Březina (německy Brzezina) je obec v okrese Brno-venkov v Jihomoravském kraji. Nachází se v Drahanské vrchovině, na okraji CHKO Moravský kras. Rozkládá se na katastrálních územích Březina u Křtin a Proseč u Březiny. Žije zde přibližně 1 100 obyvatel.
Do roku 2016 byla obec ve veřejných evidencích vedena pod názvem Březina (dříve okres Blansko). Pro odlišení od stejnojmenné obce ve stejném okrese bylo v názvu v závorce vyznačeno, do kterého okresu patřila obec dříve. V roce 2016 bylo toto odlišení odstraněno a od té doby se v okrese Brno-venkov nacházejí stejnojmenné obce Březina.

## Historie
Dnešní Březinu tvoří dvě bývalé samostatné obce – Březina a Proseč. Jména obou obcí svědčí, že tyto osady vznikaly na lesní půdě a první osadníci mýtili les a zakládali usedlosti. Březina je v místě, kde rostly břízy. Podobně vedlejší vesnice: habr – Habrůvka, buk – Bukovina a Bukovinka.
Březina se poprvé připomíná v zemských deskách k roku 1365. Tehdy byla poddanskou vsí Čeňka Krušiny z Lichtenburka, pána hradu Ronova. V listině je uvedena jako Brzyezina. Hrad Ronov stával na strmé skále nad řekou Svitavou východně od Útěchova. Byl vystavěn kolem roku 1360. Po zániku hradu Ronova v 15. století přešla Březina do blízkého panství novohradského (Páni Černohorští z Boskovic, Nový hrad zbudoval moravský markrabě Jošt v letech 1371–1414). V obci byl usazen ve druhé polovině 15. století zeman Jiřík z Březiny, jehož dvůr býval v místech, kde dnes stojí domy č. 9, 10 a 11. Od roku 1604 byla Březina spjata s osudy Pozořic a jejich lichtenštejnské vrchnosti.
K Březině patřila samota Lhotky. Byla založena jako Nové dvory roku 1746. Od roku 1885 patří Lhotky do katastru obce Hostěnice. Na Lhotkách stával panský dvůr, později tam majitelé panství Lichtenštejnové postavili myslivnu a hájenku a roku 1842 budovu, která sloužila lesním dělníkům jako ubytovna. Naposled je koupil hajný Josef Čapek. V posledních letech vzniklo na Lhotkách rekreační středisko, kde je asi 50 chat. Myslivnu s přilehlou zahradou a polem koupily v roce 1977 Královopolské strojírny na zřízení rekreačního střediska pro své zaměstnance, nedávno objekt změnil majitele.
Správu obcí před rokem 1850 vedl rychtář, pudmistr a dva konšelé. Rychtáře schvalovala vrchnost na návrh místních usedlíků, jejich návrhem však vrchnost nebyla vázána. Přísaha rychtářská zněla: „Já, XY, přísahám Pánu Bohu, všem Božím svatým, velebnému a nábožnému knězi, převoru a všem konventu kláštera zábrdovického, pánom našim i dědičným, že chci v mém úřadě rychtářském, věrně, právně a spravedlivě souditi, bohatému i chudému, domácímu i přespolnímu, sirotkům i vdovám křivdy nečiniti ani dopouštěti, panského i obecného dobra hleděti, jak nejdále můj rozum stačit může. Tak mi Pán Bůh pomáhej. Matka Boží a všichni svatí.“
Posledním rychtářem v Březině byl Pavel Černohlávek, č. 16. Rychtář v úředních věcech nosil vždy ozdobnou hůl. Pudmistr měl na starosti obecní hospodářství, vybírání daní a dávek a jejich odvod vrchnostenskému úřadu. Konšelé byli ku pomoci rychtáři a pudmistrovi.
Od roku 1850 byli voleni starostové. První starosta v Březině byl zvolen roku 1850, stal se jím Pavel Šebela. Obecní správa se v prvém svém úsilí věnovala zřizování cest do polí, lesů a okolních vesnic. Bylo to zvláště spojení do Křtin, kam původně hlavní cesta vedla mezi Březinou a Prosečí k severu, než byla později postavena silnice od Brna k Jedovnicím. Druhá cesta, které obě obce věnovaly péči, byla k Bukovině a k Novým Dvorům. Ve finančním hospodaření Březiny v letech šedesátých minulého století příjmy obce plynuly z obecního lesa, nájmu polí, z příspěvku usedlíků a z příspěvku velkostatku z jeho lesa v katastrálním území obce. Obecní příjem v té době činíval celkem 250 až 300 zlatých.
Vyhláškou Ministerstva vnitra č. 708/1950 Sb. ze dne 7. prosince 1950, o stanovení nových úředních názvů míst ve smyslu ustanovení zákona čís. 266/1920 Sb., o názvech měst, obcí, osad a ulic, jakož i označování obcí místními tabulkami a číslování domů, pak byla obec Proseč sloučena s obcí Březina v jeden správní celek pod společným názvem Březina.
V letech 1960–2006 spadala Březina do okresu Blansko, od 1. ledna 2007 jsou opět součástí okresu Brno-venkov.

## Obyvatelstvo
V roce 1790 měla Březina 35 domů a 200 obyvatel, roku 1834 34 domů a 247 obyvatel.
| Rok            | 1869 | 1880 | 1890 | 1900 | 1910 | 1921 | 1930 | 1950 | 1961 | 1970 | 1980 | 1991 | 2001 | 2011 | 2021  |
| -------------- | ---- | ---- | ---- | ---- | ---- | ---- | ---- | ---- | ---- | ---- | ---- | ---- | ---- | ---- | ----- |
| Počet obyvatel | 560  | 623  | 639  | 650  | 720  | 672  | 675  | 623  | 684  | 707  | 693  | 628  | 593  | 812  | 1 098 |
| Počet domů     | 71   | 86   | 89   | 89   | 99   | 102  | 124  | 147  | 154  | 166  | 170  | 190  | 192  | 259  | 371   |

## Obecní správa a politika
Seznam starostů 1850–1945:
- Pavel Šebela (1850–1860)
- František Polák (1860–1863)
- František Willenthal (1863–1869)
- František Černohlávek (1869–1872)
- František Hloušek (1872–1878)
- František Černohlávek (1878–1888)
- Antonín Knecht (1888–1894)
- Josef Hloušek (1894–1897)
- František Nevoral (1897–1900)
- Havel Kubeš (1900–1903)
- Alois Polák (1903–1938)
- Jan Ševčík (1938–1945)

V roce 1945 převzaly pravomoce předchozích obecních zastupitelstev místní národní výbory. Dnem ustavení zaniklo obecní zastupitelstvo a obecní úřad byl nahrazen úřadem místního národního výboru. V jeho čele stál předseda místního národního výboru.
- Jan Ševčík (1945–1946)
- Josef Nevoral (1946–1948)
- Josef Štourač (1948–1950)
- Stanislav Bouda (1950–1960)
- Josef Juran (1960–1980)
- Miroslav Kozel (1980–1990)

V roce 1990 se místní národní výbory transformovaly na obecní úřady a zastupitelstva obce, opět v čele se starostou.
- Milan Sehnal (1990–1994)
- Miroslav Kozel (1994–1998)
- Zdeněk Maša (1998–2006)
- Pavel Kachlík (2006–2010)
- Jiří Polák (2010–2014)
- Martin Habáň (2014–2024)
- Michal Bittner (od roku 2024)

### Obecní symboly
Znak a vlajka byly obci uděleny rozhodnutím předsedy Poslanecké sněmovny Parlamentu České republiky dne 28. listopadu 2000.

## Doprava

### Silniční doprava
Západním okrajem Březiny prochází silnice II/373 z Brna do Křtin a Jedovnic. Z ní se v Březině odpojuje silnice III/37367, která prochází středem vsi a Prosečí směrem k východu, poté serpentinami do údolí Křtinského potoka, kde se napojuje na silnici III/37365. V letech 2017 a 2018 byla realizována komplexní rekonstrukce silnice III/37367 v intravilánu obce. Na rok 2019 byla ohlášena modernizace silnice II/373 směrem na Křtiny. V roce 2022 byla realizována oprava silnice III/37367 Březina–Křtiny.
V Březině jsou autobusové zastávky U Sokolovny, Obecní úřad a Táborská, které obsluhuje autobusová linka 201 z Jedovnic přes Křtiny a Ochoz do Brna na židenické nádraží.

### Nerealizovaná železnice
V roce 1911 se uvažovalo o prodloužení železniční tratě z Líšně do Březiny, Křtin a Jedovnic; k realizaci však nedošlo.

## Pamětihodnosti
- Kostel Panny Marie Matky církve

## Fotogalerie

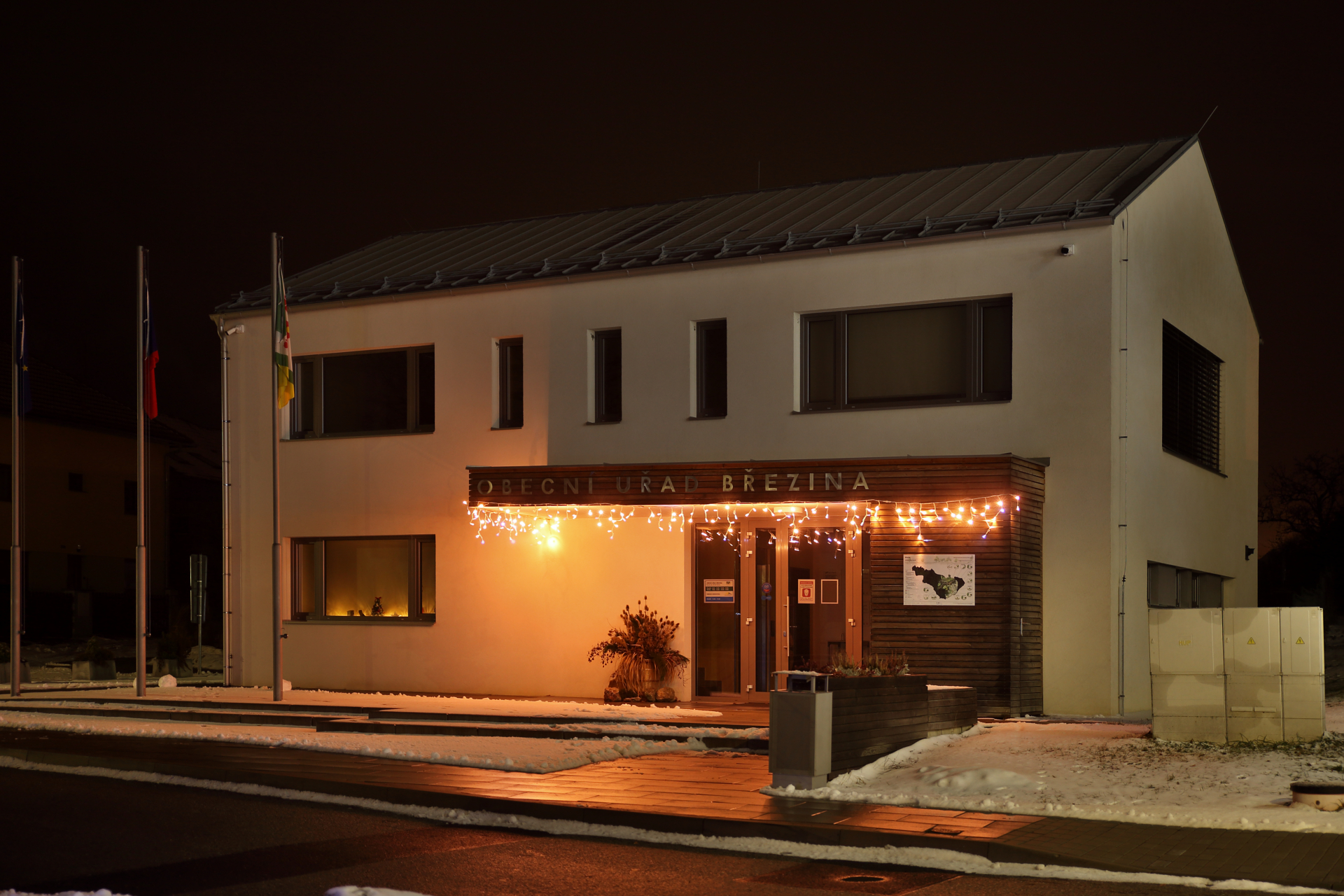
Obecní úřad
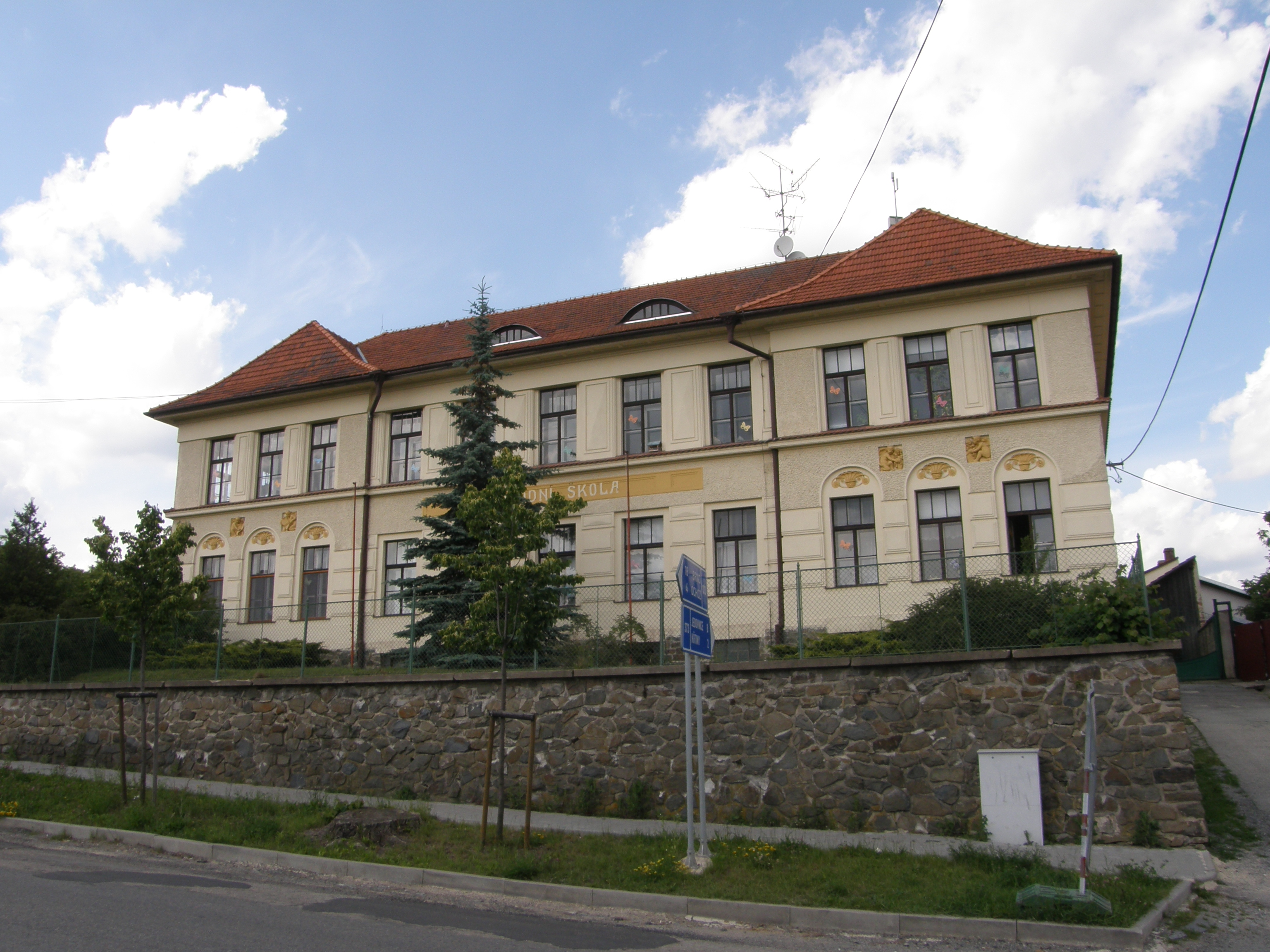
Škola
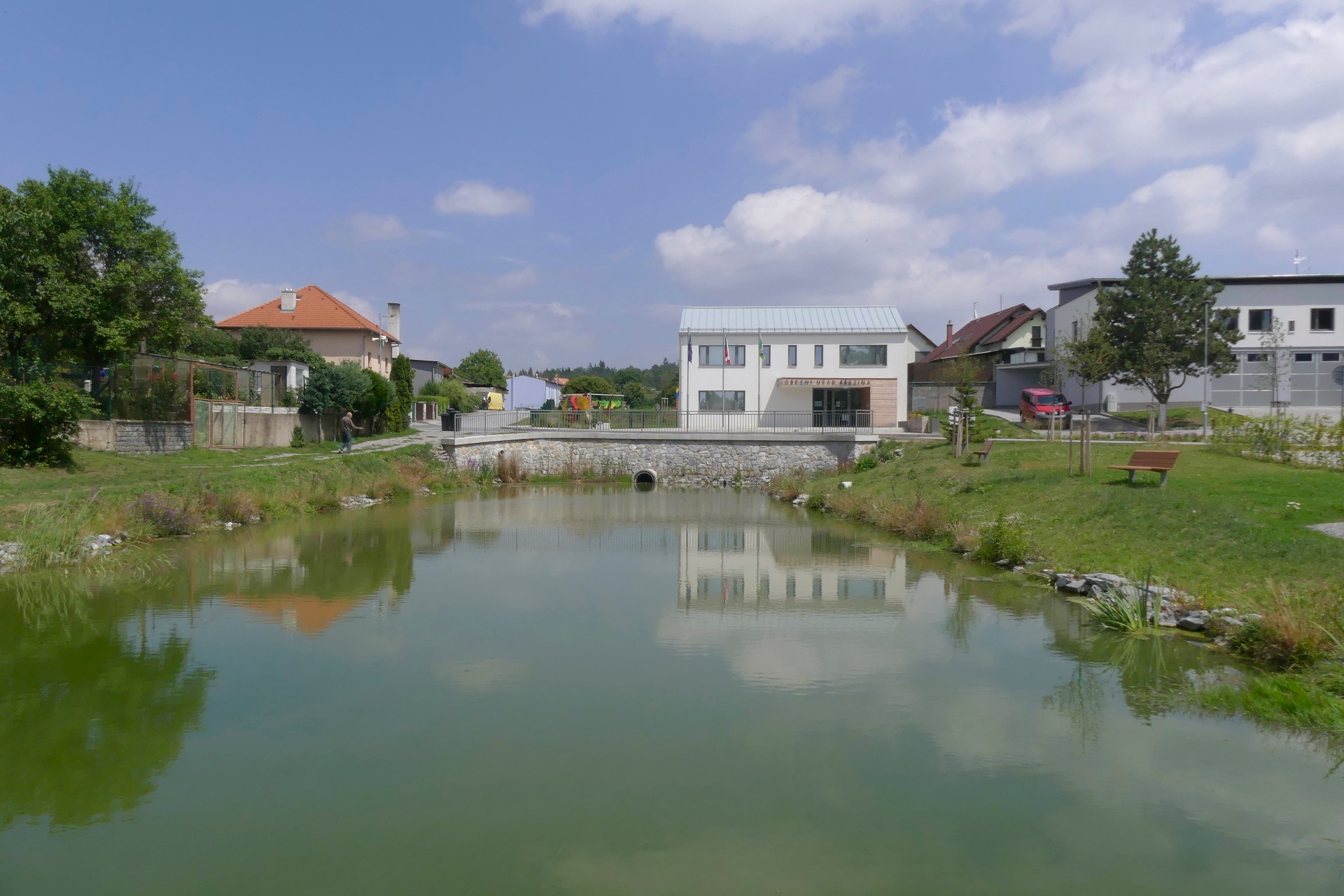
Náves s rybníkem
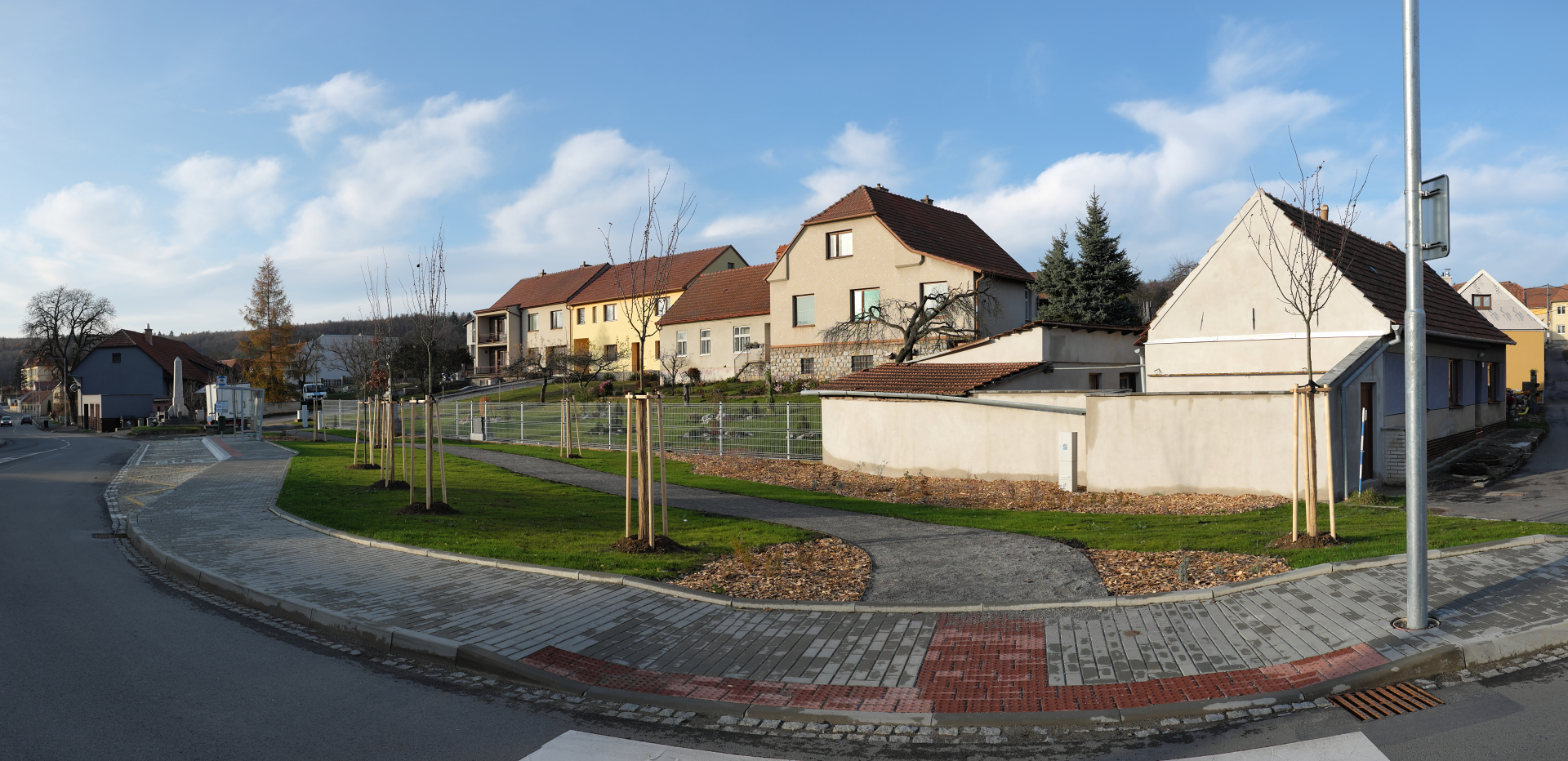
Parčík v centru obce
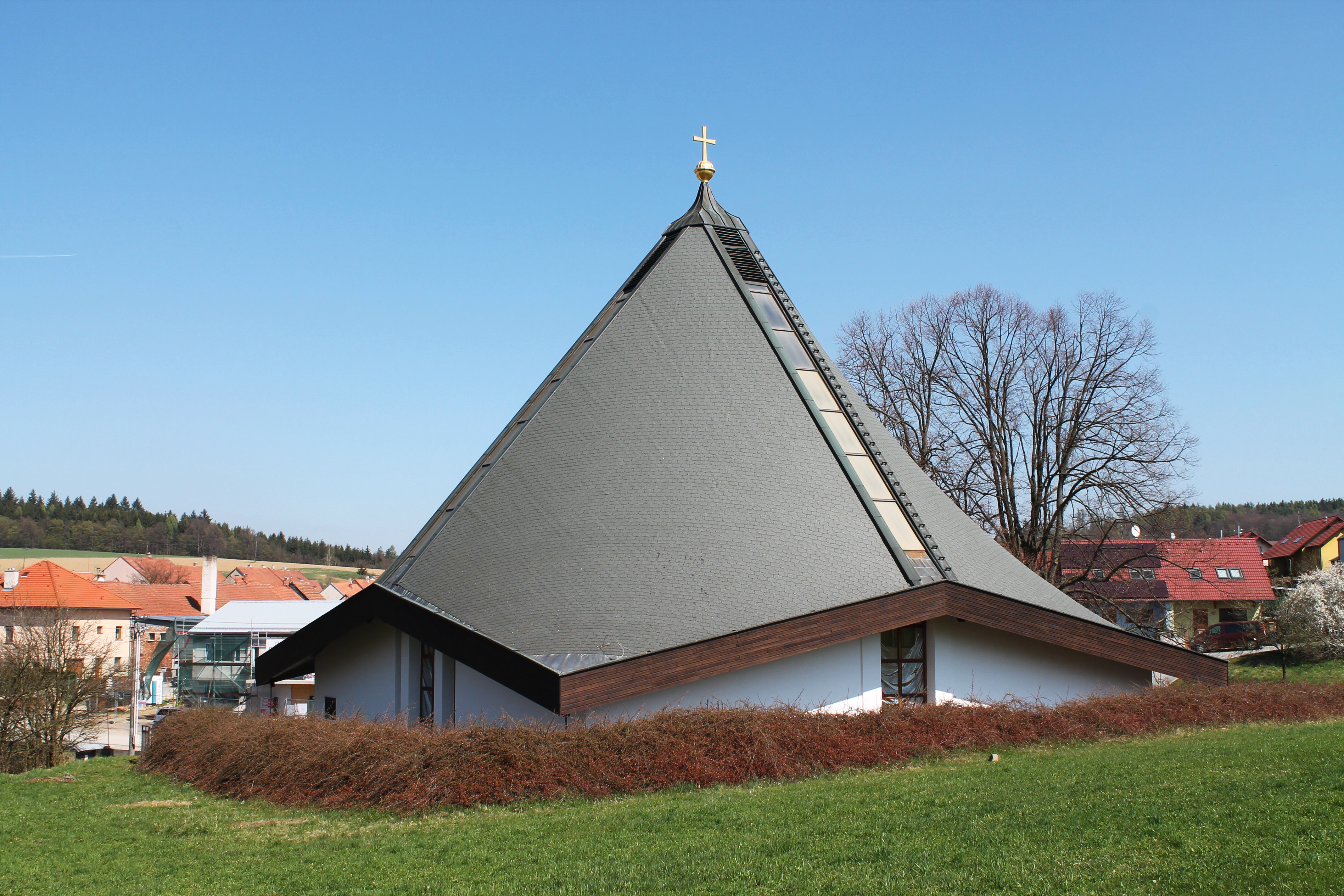
Kostel Panny Marie Matky církve
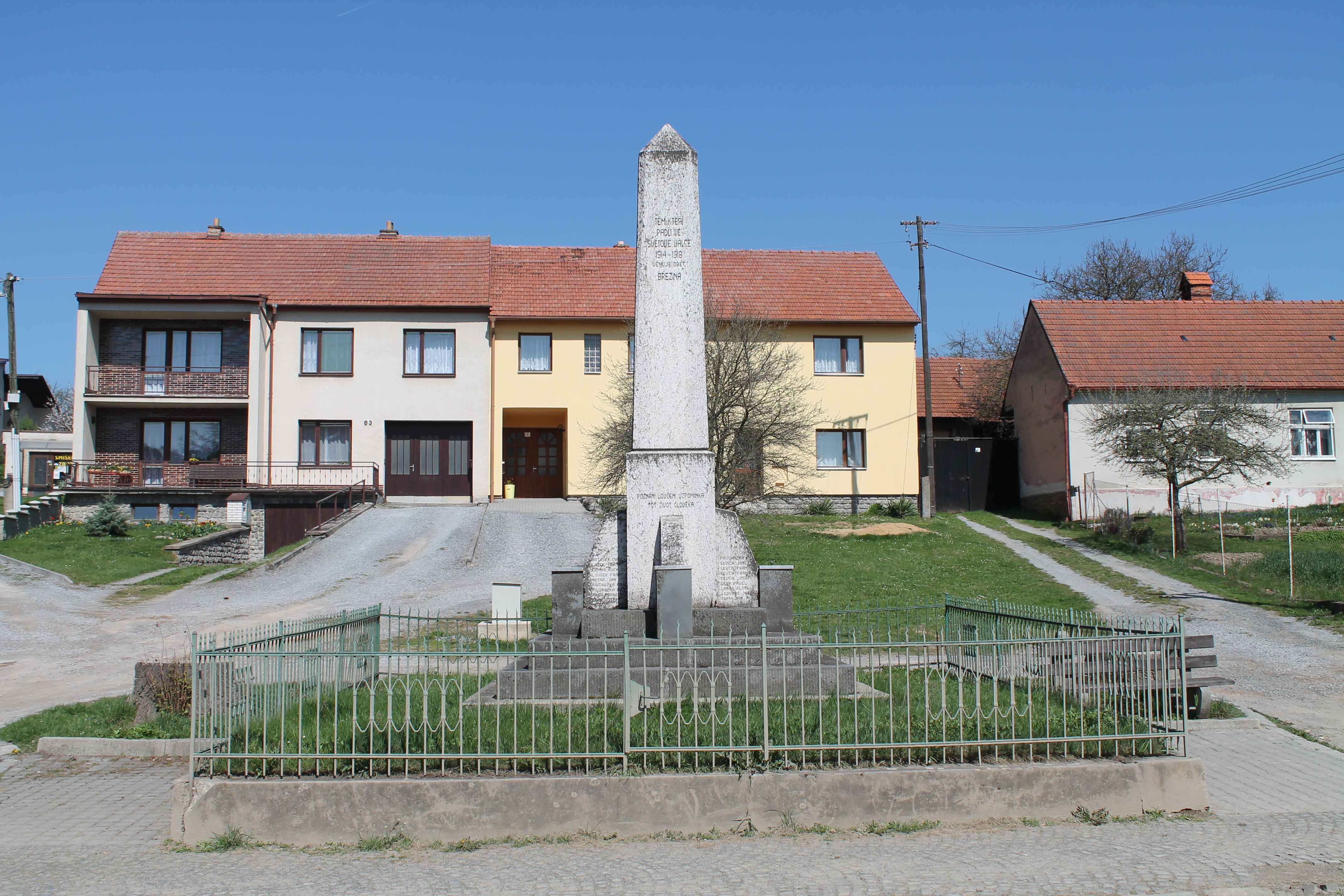
Pomník padlým
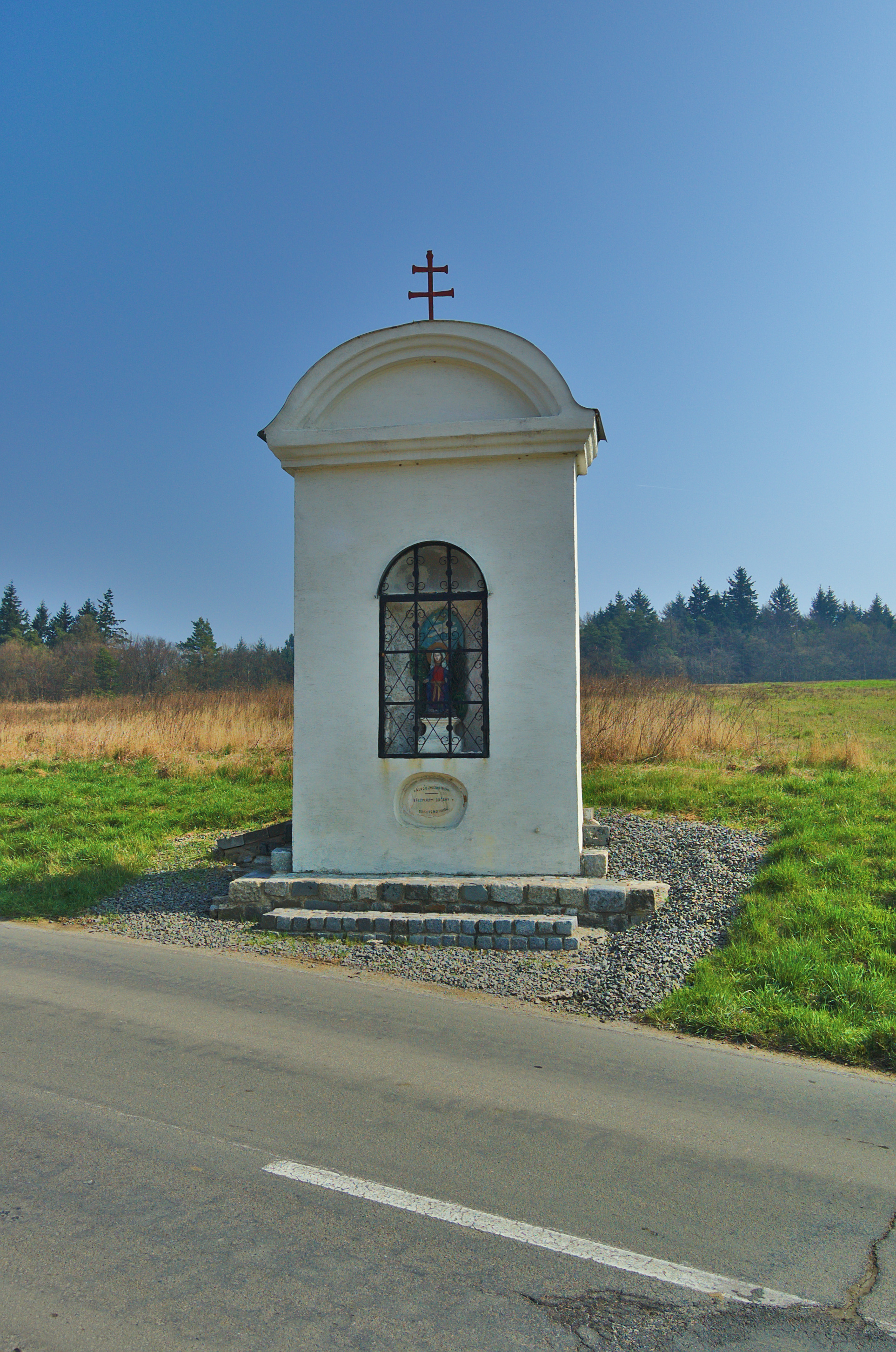
Boží muka u silnice mezi Křtiny a Březinou